# Семицкое
Семицкое — деревня в Лебедянском районе Липецкой области России. Входит в состав Покрово-Казацкого сельсовета. Фактически урочище.

## Топоним
Прежнее название — Семицкая.

## География
Деревня находится на севере центральной части Липецкой области, в лесостепной зоне, в пределах северо-восточных отрогов Среднерусской возвышенности.

### Климат
Климат характеризуются как умеренно континентальный, с умеренно холодной продолжительной зимой и тёплым летом. Среднегодовая температура воздуха составляет 4,5 °С. Средняя температура воздуха самого холодного месяца (января) — −9,5 °C; самого тёплого месяца (июля) — 19,5 °C. Среднегодовое количество атмосферных осадков составляет 500 мм, из которых около 65 — 70 % выпадает в тёплый период. Преобладающими ветрами являются юго-западный, западный и северо-западный.

## Население
| 2010 |
| ---- |
| 0    |

## Инфраструктура
Было личное подсобное хозяйство с зоной сельскохозяйственного использования, индивидуальная застройка усадебного типа.
По сведениям 1862 года в 13 дворах проживали 106 человек (47	мужчин, 59 женщин).

## Транспорт
Деревня доступна по просёлочным дорогам.
Согласно справочнику «XLII. Тамбовская губерния. Список населенных мест по сведениям 1862 года», находилась по левую сторону транспортного тракта из г. Лебедяни в г. Козлов.